# Леттопалена
Леттопале́на (итал. Lettopalena) — коммуна в Италии, располагается в области Абруццо, подчиняется административному центру Кьети.
Население коммуны составляет 403 человека (2008 г.), плотность населения составляет 20 чел./км². Коммуна занимает площадь 20 км². 
Почтовый индекс — 66010. Телефонный код — 0872.
Покровителем населённого пункта почитается святой Викентий Феррер, день памяти ежегодно отмечается 5 апреля.

## Демография
Динамика населения:

## Администрация коммуны
Главой коммуны является мэр Каролина Де Витис, с 13 июня 2022 года.